# Robert Bruck
Robert David Bruck (geboren am 16. September 1863 in Offenbach am Main; gestorben am 29. Januar 1942 in Dresden) war ein deutscher Kunsthistoriker.

## Leben

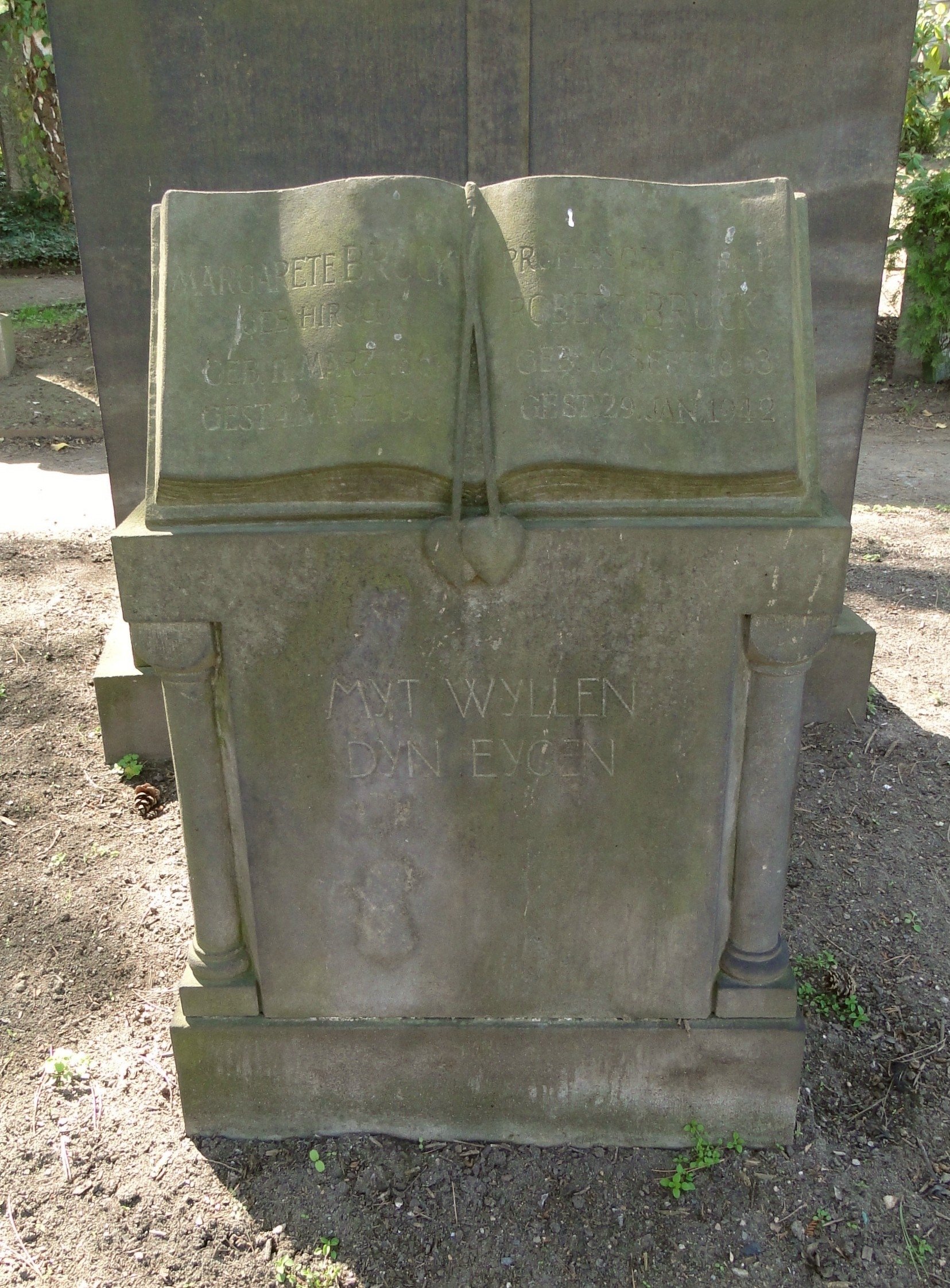
Grab von Robert Bruck auf dem Urnenhain Tolkewitz

Robert Bruck besuchte das Gymnasium zu Bensheim und legte 1882 das Abitur ab. Ab 1897 studierte er Kunstgeschichte und Philosophie in Leipzig, Dresden und Heidelberg. An der Universität Heidelberg promovierte er sich 1901 und war ab 1902 als Assistent für Kunstgeschichte an der TH Dresden tätig. Nach der Habilitation im Jahr 1903 lehrte Bruck als Privatassistent in Dresden und wurde Assistent für Geschichte der Künste an der Dresdner TH. Zunächst ab 1906 außerordentlicher Professor für Kunstgeschichte übernahm er 1912 die Professur für Mittlere und Neuere Kunstgeschichte an der TH Dresden. Er wurde Direktor des Kunsthistorischen Instituts und stand der TH Dresden von 1927 bis 1928 als Rektor vor.
Brucks Ehefrau Margarete, geborene Hirsch (geb. am 11. März 1861), verstarb am 4. März 1931. Im gleichen Jahr wurde Bruck emeritiert. Bruck war Jude und hatte während der Zeit des Nationalsozialismus zunehmend unter Repressionen zu leiden. Im Jahr 1941 wurde schließlich seine Pension einbehalten. Bruck nahm sich am 29. Januar 1942 vermutlich das Leben, „da er mit dem Stern die Straße nicht mehr betreten wollte“. Er wurde auf dem Dresdner Urnenhain Tolkewitz beigesetzt. Sein Grab ziert ein aufgeschlagenes Buch.

## Schriften (Auswahl)
- 1902: Die elsässische Glasmalerei
- 1903: Friedrich der Weise als Förderer der Kunst
- 1904: Arwed Roßbach und seine Bauten
- 1905: Das Skizzenbuch von Albrecht Dürer
- 1906: Die Malereien in den Handschriften des Königreichs Sachsen
- 1910: Die Denkmalpflege im Königreich Sachsen
- 1910: Dresdens alte Rathäuser (Nachdruck u. a. 2016 von TP Verone Publishing, ISBN 978-9925-03602-8)
- 1912: Die Sophienkirche in Dresden. Ihre Geschichte und ihre Kunstschätze
- 1913: Sächsische Schlösser und Burgen
- 1917: Ernst zu Schaumburg: ein kunstfördernder Fürst des siebzehnten Jahrhunderts
- 1924: Dresden. Eine kunstbetrachtende Wanderung